# Quindenio
En la legislación feudal, el quindenio es un tipo de impuesto similar a la alcabala. 
Se reduce el quindenio al pago de la décima parte del valor de las fincas sujetas a enfiteusis que estuvieran mayorazgadas o gravadas con alguna fundación piadosa. Como las vinculaciones sacan los bienes del comercio, se estableció esta contribución para recompensar los luismos que hubieran adeudado en las ventas y traspasos, si hubieran permanecido libres. Aunque la ley de partida fija en la quincuagésima parte del valor la cuota del quindenio, la costumbre la extendió hasta la décima con daño del público.